# Jenny (sang)
 For alternative betydninger, se Jenny (flertydig). (Se også artikler, som begynder med Jenny)
"Jenny" er en sang fra den danske poprock-gruppe Bifrost, skrevet af Tom Lundén fra gruppen. Sangen udgjorde den ene side af gruppens anden single fra 1977; på den anden side var "Hej Maria (luk vinduet op)", også skrevet af Lundén. Begge sange fandtes også på gruppens andet album udsendt samme år, Til en sigøjner. Både single og album udkom på CBS Records.
Sangen er også med på to af Bifrosts opsamlingsalbum, Bifrost's bedste (1981) og Hjerte til salg (1997) samt et par andre opsamlingsalbum med forskellige kunstnere i tiden siden.

## Musikere
På nummeret medvirker følgende:
- Asger Skjold-Rasmussen - bas
- Mogens Fischer - trommer
- Mikael Miller - guitar
- Torben Andersen - orgel
- Ida Klemann - sang
- Tom Lundén - sang, piano
- Anders Gårdmand, Bent Hesselmann og Jesper Nehammer - sopransaxofon